# Museum Møhlmann
Museum Møhlmann is een particulier museum voor realistische en figuratieve kunst in het dorp Tjamsweer bij de stad Appingedam in de provincie Groningen.
Het museum is een initiatief zonder overheidssteun van de realistisch werkende schilder Rob Møhlmann. Het werd in 1998 opgericht te Venhuizen en verhuisde in 2008 naar de nieuwe locatie. Møhlmann en zijn vrouw Laura Møhlmann-de Grijs realiseerden een podium voor hedendaagse realistische en figuratieve beeldende kunst in een collegiale band met andere kunstenaars. Het ontwikkelde zich tot een eigenzinnig nationaal georiënteerd kunstenaarsmuseum. Jaarlijks organiseert het de Onafhankelijke Realisten Tentoonstelling (ORT).

## Ontwikkeling museum

### Venhuizen

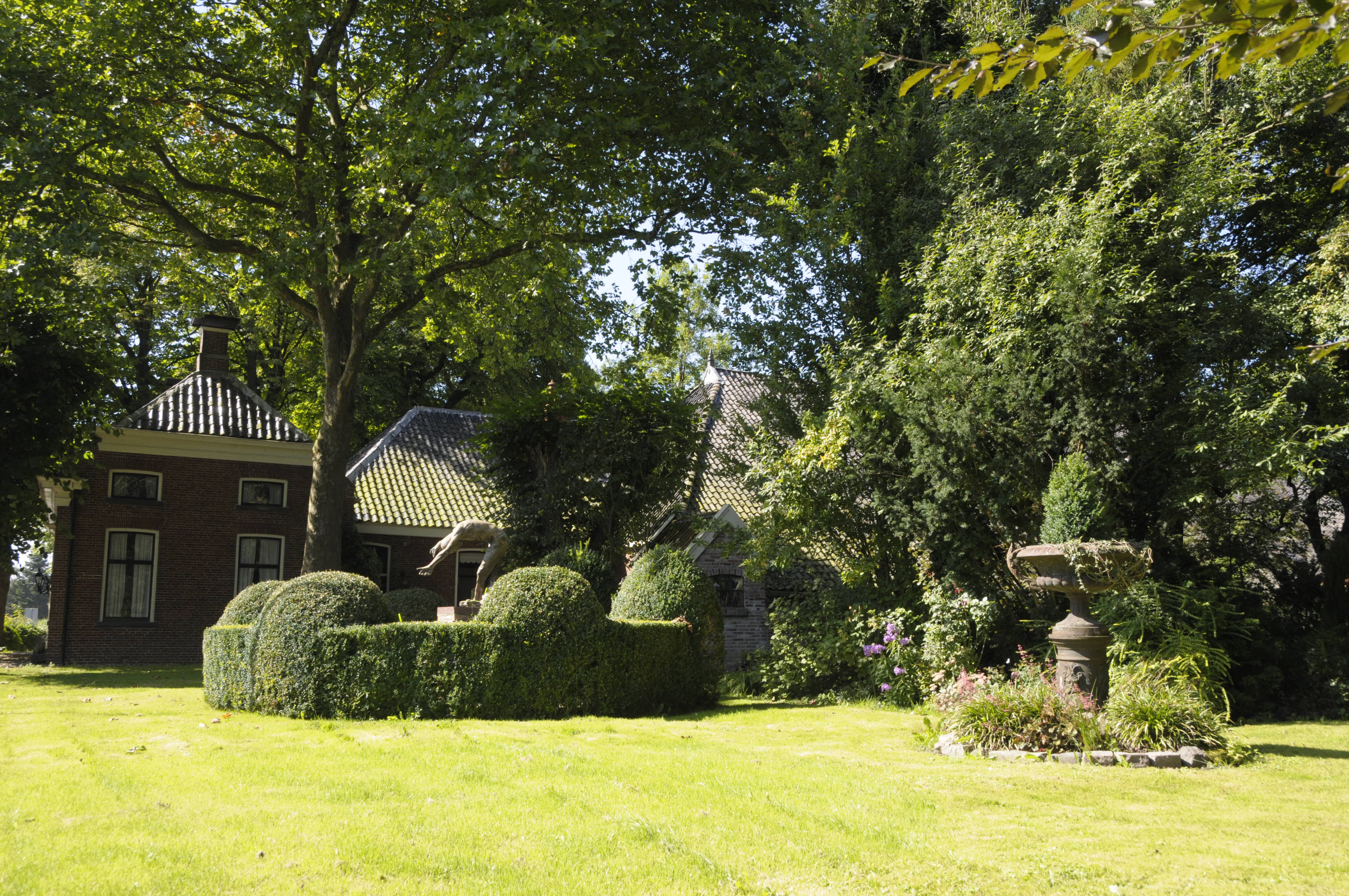
Gezicht op museum en beeldentuin

Nadat Rob Møhlmann met zijn vrouw in 1988 was verhuisd van Amsterdam naar Hoorn, brak hij met de Amsterdamse galerie Lieve Hemel. Hij startte de verkoop van werken vanuit twee etalages waarachter zich op dat moment zijn atelier bevond. In 1990 verhuisde het paar naar een bouwvallige stolpboerderij in Venhuizen. Daar bouwde Møhlmann zijn atelier onder een pyramidedak en in de jaren daarna ook een atelier-galerie. Vanaf 1995 werd hier eigen werk verkocht.
In 1998 organiseerde de kunstenaar de Eerste Onafhankelijke Realisten Tentoonstelling waaraan circa 30 bekende kunstenaars uit Nederland meededen, onder wie Evert Thielen, Henk Helmantel, Sam Drukker en Rein Pol). Sindsdien vindt jaarlijks de Onafhankelijke Realisten Tentoonstelling (ORT) plaats, waar circa honderd realisten onder deze noemer hun werken tonen aan het publiek. Het echtpaar kocht in deze tijd hun eerste kunstwerken en toonde de Canto Collectie als vaste collectie. In 2000 volgde er wederom een verhuizing, nu binnen Venhuizen naar een voormalig stoomzuivelfabriekje. Een loods werd omgebouwd tot museum en er kwamen per jaar zes tentoonstellingen, waaronder de jaarlijkse ORT.
In 2005 organiseerde Museum Møhlmann samen met het Panorama Museum in Bad Frankenhausen de expositie "Naar het leven", Neuer Realismus in den Niederlanden, waarin werk van tien Nederlandse kunstenaars als exponent van het hedendaagse Nederlandse realisme werd getoond. Deze expositie was zowel in Duitsland als in Nederland te zien en er verscheen een drietalige catalogus.

### Appingedam

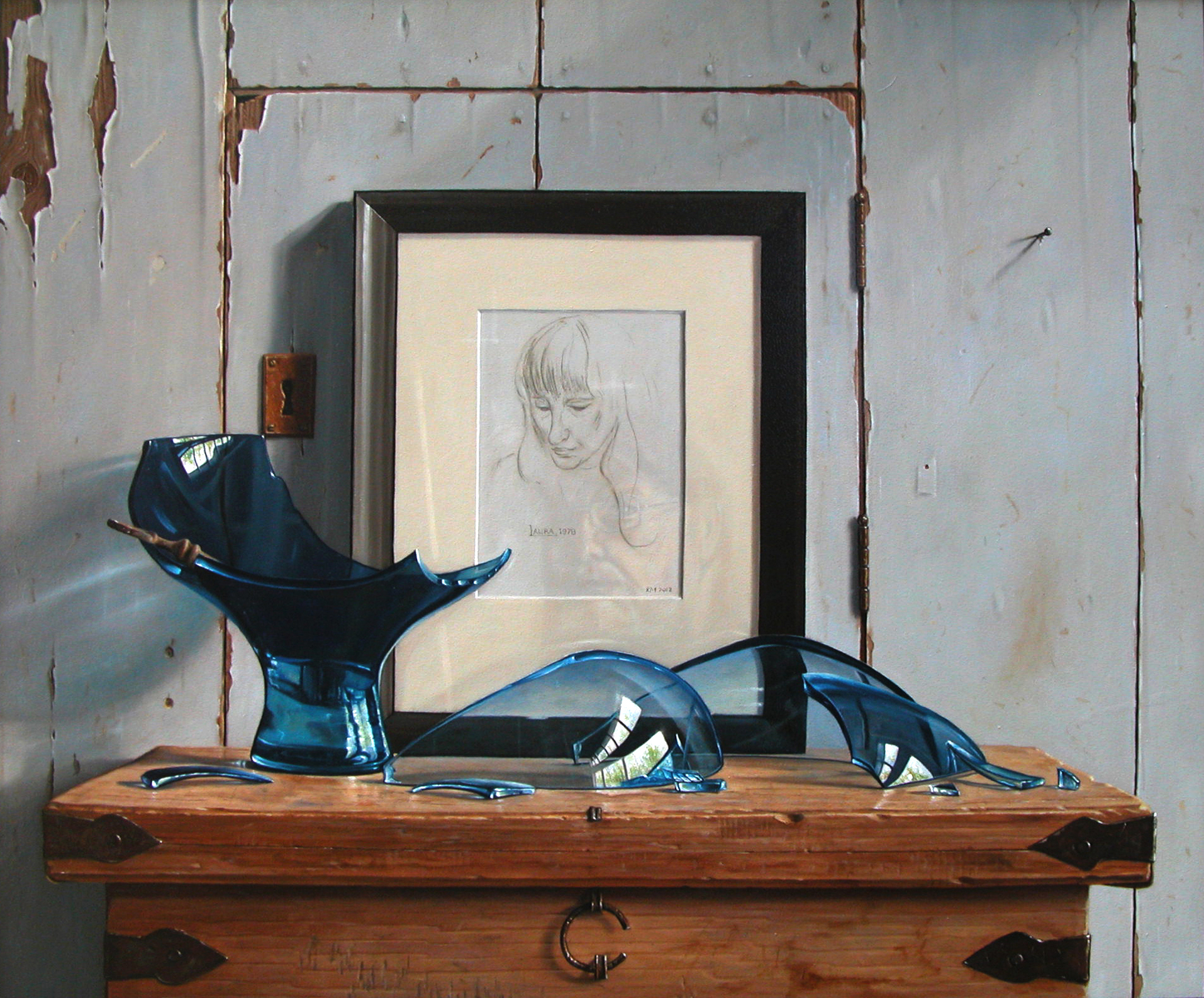
Uit de Collectie Møhlmann ’’Gebroken Blauw’’ (2012)

In 2006 volgde wederom een verhuizing, nu naar de monumentale boerderij De Muzeheerd in Appingedam. Na een verbouwing opende het museum eind 2008. Op de nieuwe locatie zijn drie tentoonstellingen per jaar.
In 2010 bedacht museumdirecteur Møhlmann de ‘beeldbiografie’ en bracht hij het leven van Jan Mankes (1889-1920) in beeld aan de hand van ongeveer 500 oude ansichten, foto’s, boeken, documenten, etc. In het najaar overlijdt zijn vrouw en muze Laura Møhlmann-de Grijs (1949-2010). Mede naar aanleiding hiervan organiseerde Møhlmann in 2011 de expositie Mijn Muze, waarin 77 kunstenaars hún muze toonden.
In 2012 wekte de tentoonstelling Varken in Vorm veel belangstelling van onder meer het televisieprogramma 'Vrw.zkt.knst'. In het jaar besloot Møhlmann na 35 jaar te stoppen met schilderen en zich te concentreren op het museum. In de loop van de daaropvolgende jaren bouwde hij het museum steeds meer uit als een "kunstwerk", eerst met een Mankes Kabinet, vervolgens met een Ordentelijk Depot, dan met een Grafiekzolder en een Gotische Galerij met middeleeuwse kunstvoorwerpen. Ook een beeldenpark begon steeds meer vorm te krijgen.
Het museum ontving in 2016 en 2017 de Museum Ontdekking Award; het behaalde de meeste publieksstemmen.
In 2021 werd de boekencollectie van het Ekke Fransema Kabinet in bruikleen van de gemeente Eemsdelta ondergebracht in het Museum Møhlmann.

### Toekomst na 2022 ongewis
In de herfst van 2022 maakte het museum bekend dat de toekomst van het museum onzeker was, gezien de door de gaswinningsproblematiek in Groningen opgelopen aardbevingsschade en de sterk gestegen energieprijzen. Besloten werd de drie maanden durende winterstop die op 18 december 2022 zou ingaan, te gebruiken voor bezinning op de toekomst waarbij een definitieve sluiting tot de mogelijkheden behoorde. Daarbij had het museum te maken met verschillende onzekerheden. Onduidelijk was wanneer het proces van ‘aardbevingsbestendig versterken’ zou kunnen beginnen en hoe lang dat zou duren. Evenmin was duidelijk hoe hoog de energieprijs zou zijn als het energiecontract in 2023 zou aflopen en welke energiebesparende maatregelen mogelijk waren. Begin 2023 werd bekend dat het museum voor de eerste twee jaar gered was door een gift van de Emmaplein Foundation, een stichting die culturele activiteiten in de drie noordelijke provincies ondersteunt. Voor een duurzame toekomst was volgens de directeur echter meer nodig.

## Museuminterieur

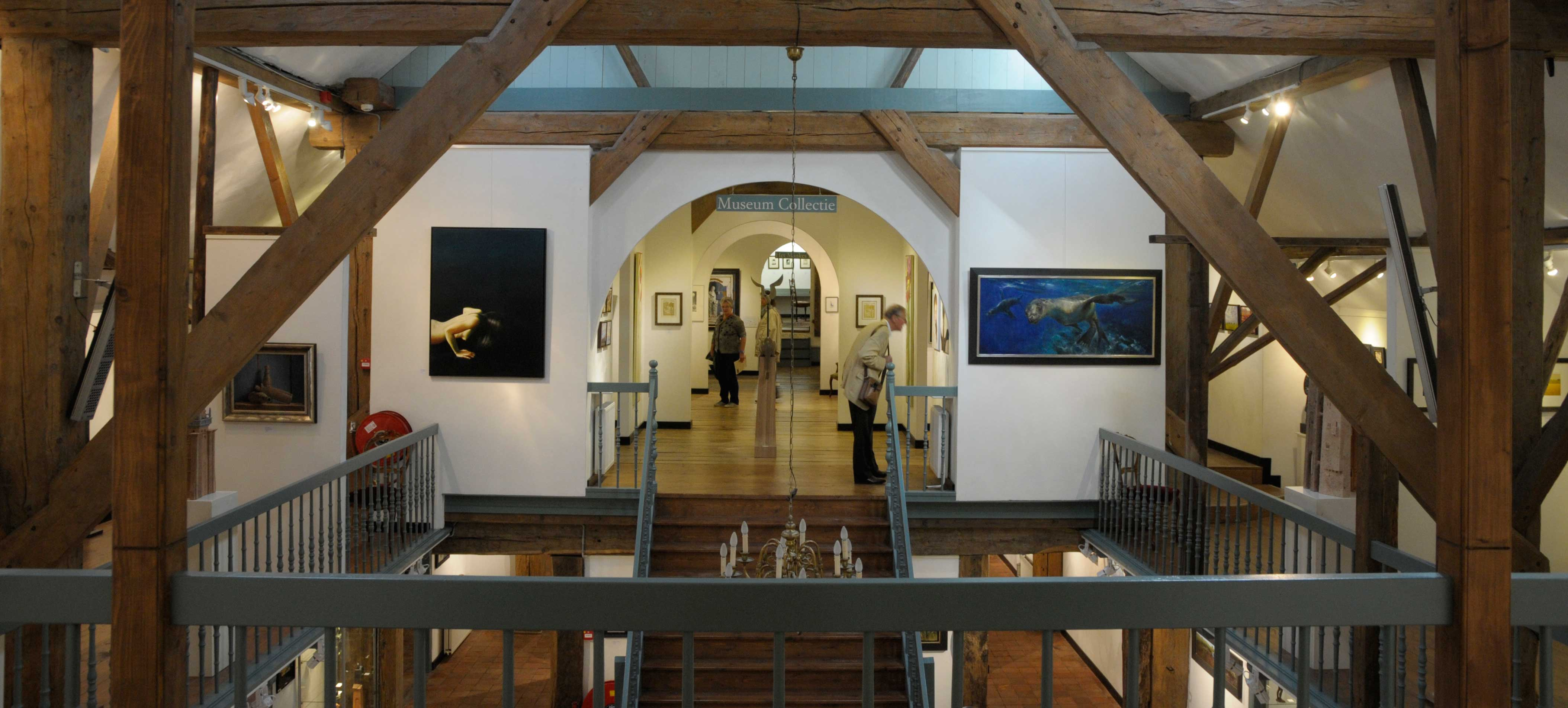
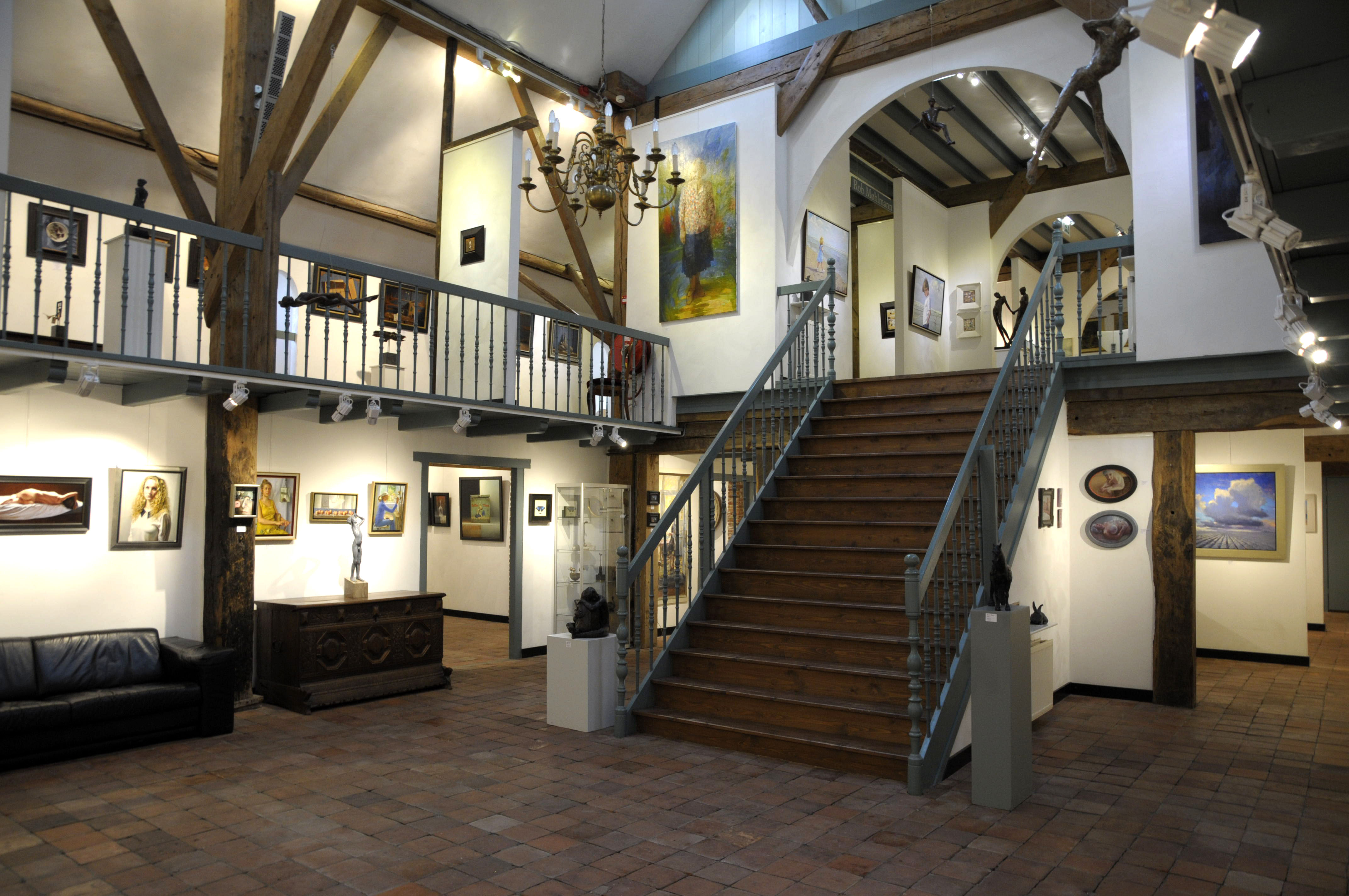
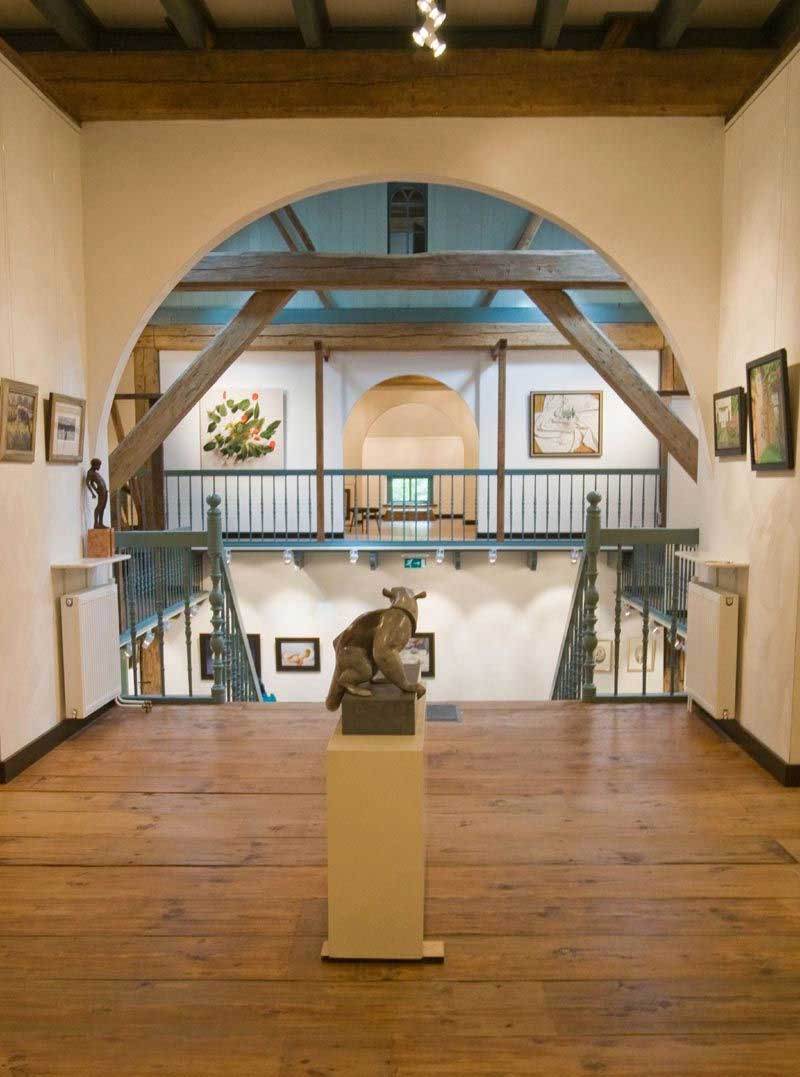

## Collecties

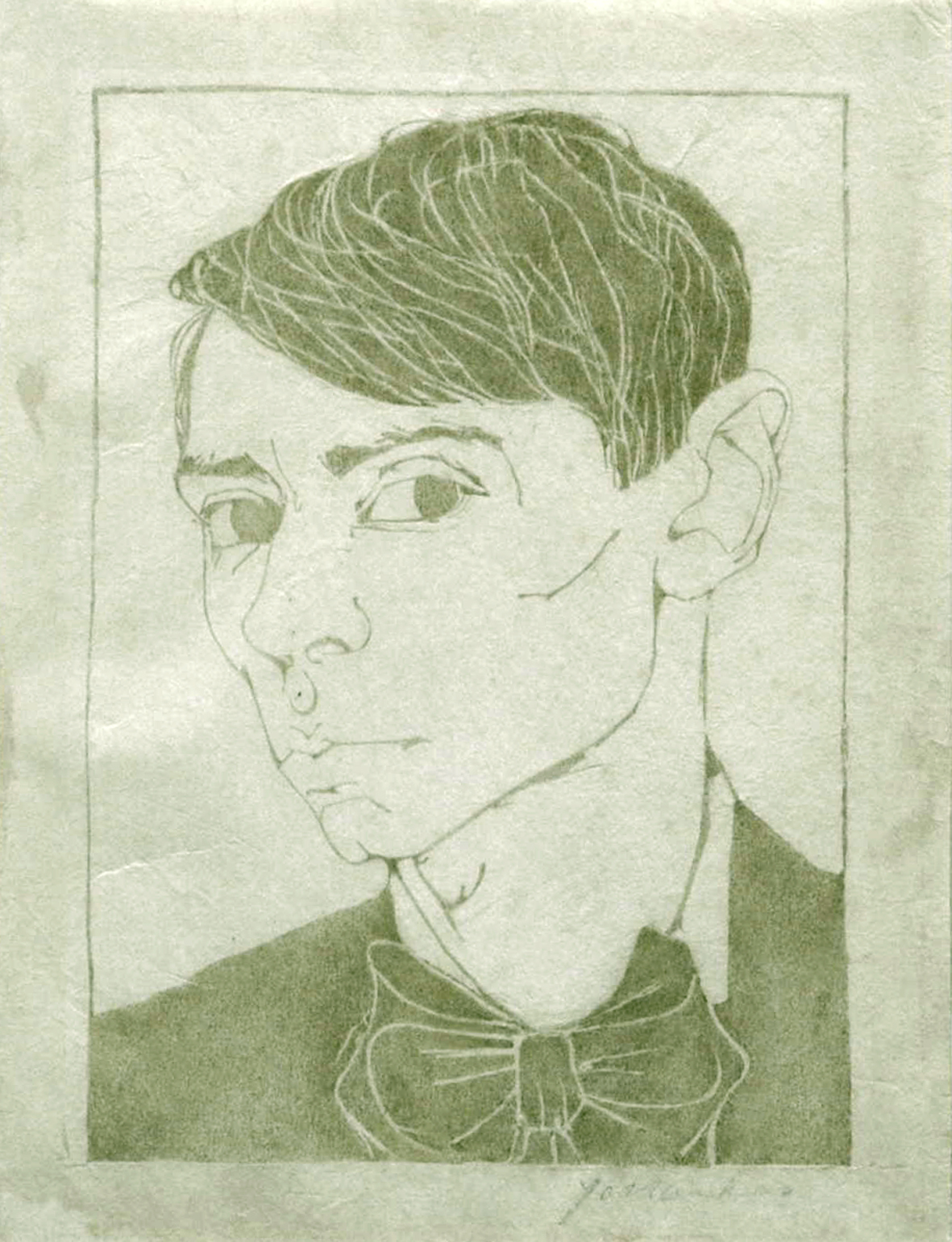
Uit de Collectie Mankes ’’Zelfportret’’ (1913), houtsnede (groenig)
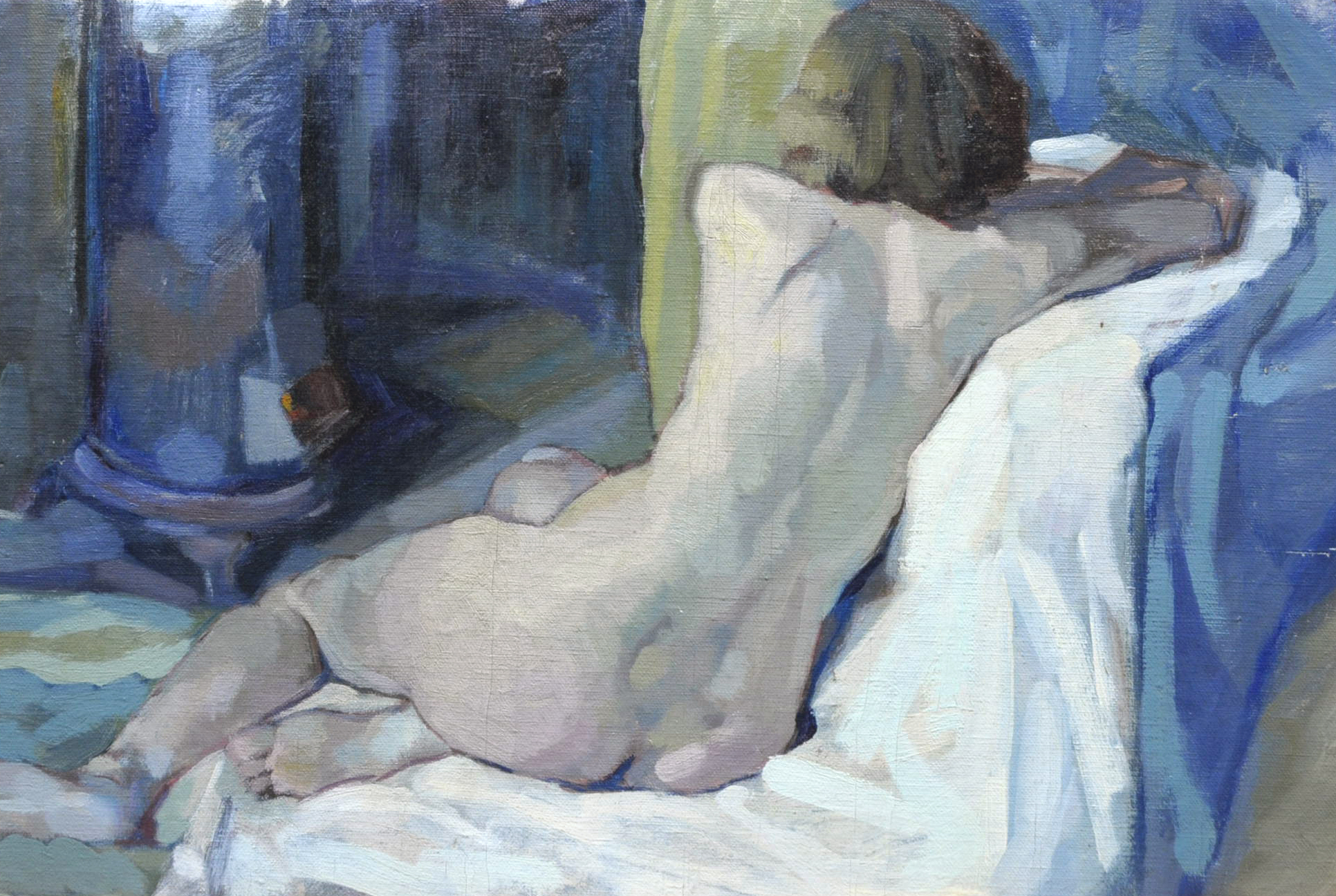
Uit de Collectie J.C. Busé ’’Naakt voor kachel-2’’
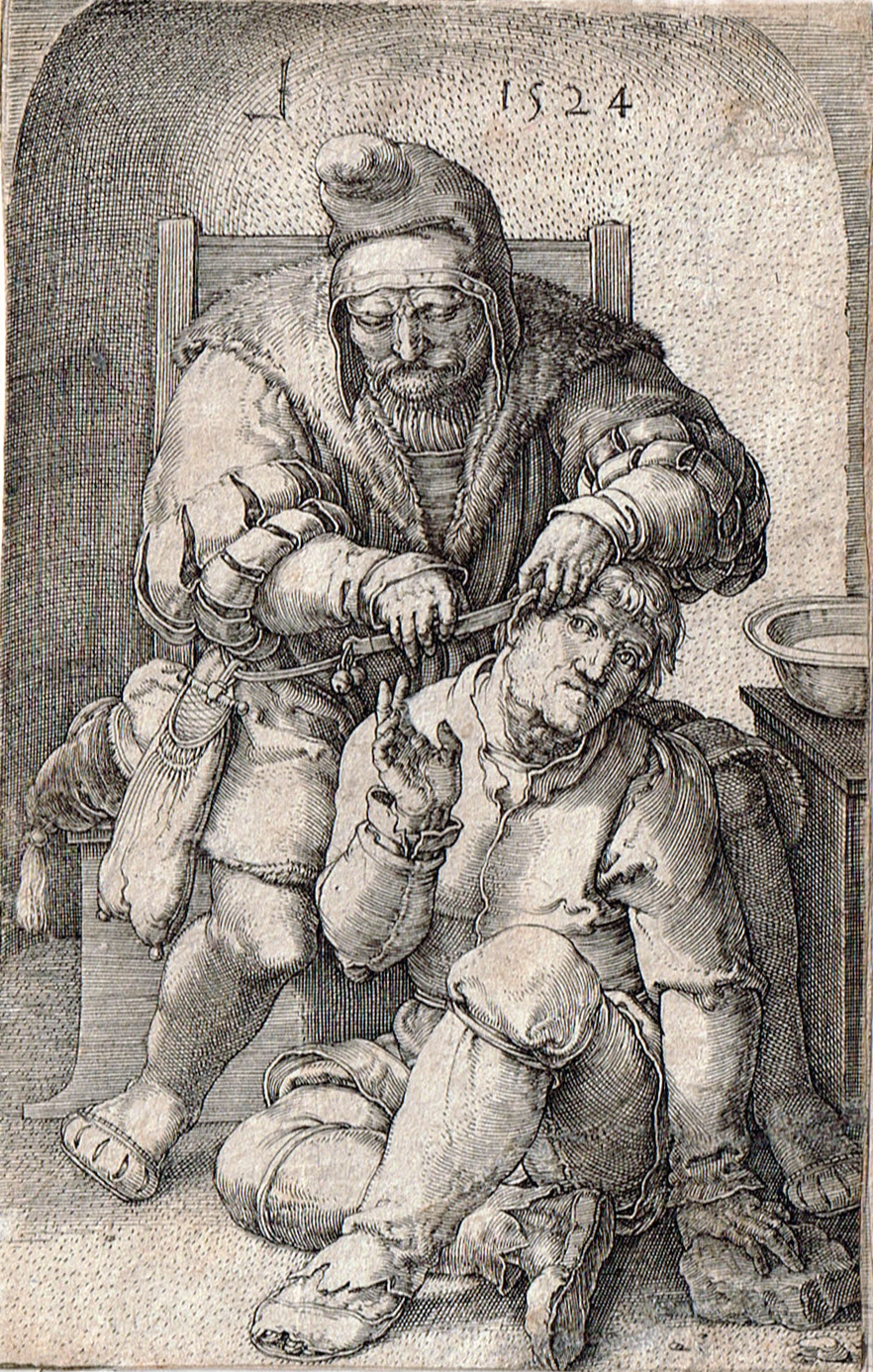
Uit de Collectie Oude Grafiek ’’De Chirurgijn’’ (1524)

Het museum herbergt een aantal vaste kunstcollecties:
- van Rob Møhlmann:
  - de Canto Collectie (124 stillevens)
  - de Møhlmann Collectie (een overzicht van werken van Rob Møhlmann)
- van anderen:
  - de Collectie Hedendaagse Realistische en Figuratieve kunst (ruim 500 werken van 150 collega-tijdgenoten).
  - de Collectie Jan Mankes (grafiek, tekeningen, aquarellen, 24 brieven, tijdsdocumenten, en enig parafernalia).
  - de Collectie Arya Plaisier (tekeningen, olieverven).
  - de Collectie J.C. Busé (grootvader van Rob Møhlmann) (grafiek, tekeningen, aquarellen, schilderijen en enig parafernalia).
  - de Collectie Har Sanders (schilderijen en complete grafische oeuvre).
  - de Collectie Oude Grafiek (grafiek uit de 16e en 17e eeuw).
  - de Collectie Middeleeuwen (kunst(voorwerpen) uit de 10e tot de 16e eeuw)

Daarnaast is er een om de drie maanden wisselende tentoonstelling, vaak met een thema. 

### Fransema Kabinet
Het museum biedt sinds 2021 plek aan de erfgoedbibliotheek Fransema Kabinet, die een collectie van 4500 zeldzame werken over cultuur en geschiedenis van de provincie Groningen omvat.

## Onafhankelijke Realisten Tentoonstelling (ORT)
Elk jaar organiseert het museum de Onafhankelijke Realisten Tentoonstelling (ORT).  Deze presenteert zich als een landelijk platform, los van het 'officiële' circuit van musea en galerieën, waar kunstenaars werk naar eigen keuze laten zien. Kunstenaars organiseren zelf de exposities, waarbij veelzijdigheid bestaat in techniek, visie, en onderwerpkeuzen. De nadruk ligt niet bij het tonen van eigen werk, maar dat van collega-kunstenaars. Kunstenaars uit het hele land nemen deel aan de tentoonstellingen, hoewel er een zwaartepunt ligt bij kunst uit de noordelijke provincies. 
De ORT’s vormen de langstlopende serie jaarlijks terugkerende exposities van hedendaagse realistische en figuratieve kunst in Nederland. Doordat elk jaar een gedrukte catalogus verschijnt in De Realistenreeks, is een soort mini-encyclopedie ontstaan over hedendaagse Nederlandse realistische en figuratieve kunst.

### Publicaties
Catalogi van de tentoonstellingen
- Dinie Boogaart, Don Clarke, Epco Cordèl ... Gerard van de Weerd, Realisten 1998. Van Soeren, Amsterdam, 1999.
- Tobias Baanders, Peter Boekholt, Onno Boerwinkel ... Kik Zeiler, Realisten 1999, Van Soeren, Amsterdam, 1999.[18]
- Piets Althuis, Tobias Baanders, Dina Belga ... Frances Wohl, Realisten 2001, Van Soeren, Amsterdam, 2001.
- Piets Althuis, Tobias Baanders, Margreet Bech Bosker ... Frances Wohl, Realisten 2002. Van Soeren, Amsterdam, 2002.
- Tobias Baanders, Onno Boerwinkel, Dinie Boogaart ... Kik Zeiler, Realisten 2000, Van Soeren, Amsterdam, 2003.
- Gerd Lindner, Rob Møhlmann, "Stil even...", Het hedendaagse Hollandse stilleven / "Be Still..." The Contemporay Dutch Still Life, Museum Møhlmann, 2004.
- Eliot Allsop, Dina Belga, Onno Boerwinkel ... Hiske Wiersma, Realisten 2004, Van Soeren, Amsterdam, 2004.
- Dina Belga, Peter Boekholt, Onno Boerwinkel ... Paul Wieggers, Realisten 2005. Van Soeren, Amsterdam, 2005.
- Mohlmann-de Grijs, Laura. Realisten 2006. Van Soeren, Amsterdam, 2006.[19]
- Møhlmann, Rob, Realisten 2011 : De Dertiende Onafhankelijke Realisten Tentoonstelling. Museum Møhlmann, 2011.
- Møhlmann, Rob, Realisten 2012 : De Veertiende Onafhankelijke Realisten Tentoonstelling. Museum Møhlmann, 2012.
- Møhlmann, Rob, Realisten 2013 : De Vijftiende Onafhankelijke Realisten Tentoonstelling. Museum Møhlmann, 2013.
- Møhlmann, Rob, Realisten 2014 : De Zestiende Onafhankelijke Realisten Tentoonstelling. Museum Møhlmann, 2014.
- Møhlmann, Rob, Realisten 2015 : De Zeventiende Onafhankelijke Realisten tentoonstelling. Museum Møhlmann, 2015.
- Møhlmann, Rob, Realisten 2016 : De Achttiende Onafhankelijke Realisten tentoonstelling. Museum Møhlmann, 2016.